# Tunel Horelica
Tunel Horelica – tunel drogowy na Słowacji, w kraju żylińskim, w Czadcy. Jest to jednojezdniowy tunel o długości 605 m. Stanowi część drogi I/11, a w przyszłości stanie się częścią autostrady D3.
Wydrążono go w paśmie Beskidów Kysuckich, w terenie o skomplikowanej budowie geologicznej. W trakcie budowy powstały osuwiska, które wymagały wykonania dodatkowych prac zabezpieczających. Oddanie go do użytku pozwoliło zmniejszyć tranzytowy ruch samochodowy w centrum Czadcy.